# Påsmöss
Påsmöss, kindpåsspringmöss eller kängururåttor (Heteromyidae) är en familj i ordningen gnagare med arter som lever i Nord-, Central- och nordvästra Sydamerika.

## Kännetecken
Dessa djur har påsar av päls vid utsidan av kinderna för att förvara föda i. Insidan av påsarna kan flyttas utåt för att rengöra kroppsdelen. Angående arternas utseende finns stora skillnader mellan de olika släktena. Flera arter har ett typiskt mössutseende, men hos två släkten, Microdipodops och Dipodomys, har arterna kraftig utvecklade bakre extremiteter för att göra långa hopp. Kroppens längd ligger mellan 6 och 18 centimeter och svanslängden mellan 5 och 21 centimeter. Deras pälsfärg är oftast anpassade till markens färg i utbredningsområdet. Beroende på art är pälsen mjuk eller styv.
Tandformeln är I 1/1 C 0/0 P 1/1 M 3/3, alltså 20 tänder.

## Utbredning
Familjens utbredningsområde sträcker sig från södra Kanada över USA och Centralamerika till Colombia och Ecuador. Påsmöss finns i olika habitat, de förekommer både i öknar och i tropisk regnskog eller andra områden. Mexiko har största antalet arter.

## Levnadssätt
Dessa djur skapar avancerade tunnelsystem under markytan. De är aktiva på natten och vilar på dagen i sina bon. Vanligen stängs ingången under gryningen. Födan utgörs av frön och andra växtdelar samt i mindre skala av maskar och insekter. Ofta bärs födan i de nämnda påsarna till bon för att lämna den i särskilda förvaringskamrar. Vid kallt eller blött väder stannar påsmöss i bon och lever av sitt förråd. Några fickspringmöss (Perognathus) intar ibland ett stelt tillstånd (torpor).

## Systematik
Trots olikartad utseende är påsmöss nära släkt med kindpåsråttor. Gemensamma kännetecken är pälsfikorna och likheter i skallens och tändernas uppbyggnad. Ibland sammanfattas bägge grupper till en gemensam familj.
Till familjen räknas 6 släkten med tillsammans omkring 60 arter som enligt Hafner & Hafner är fördelade på tre underfamiljer.
- Underfamilj Heteromyinae
  - skogstaggspringmöss (Heteromys)
  - grästaggspringmöss (Liomys)
- Underfamilj Perognathinae
  - fickspringmöss (Perognathus)
  - Chaetodipus
- Underfamilj Dipodomyinae
  - dvärgkänguruspringmöss (Microdipodops)
  - känguruspringmöss (Dipodomys)